# César Munder
César Augusto Munder Rodríguez (L'Avana, 7 gennaio 2000) è un calciatore cubano naturalizzato cileno, centrocampista o ala del Cobresal.

## Caratteristiche tecniche
È un esterno destro utilizzabile anche come ala destra

## Carriera
Cresciuto nel settore giovanile dell'Universidad Católica, ha esordito in prima squadra il 29 aprile 2018 in occasione del match contro il San Luis de Quillota.

## Palmarès

### Club

#### Competizioni nazionali
- Campionato cileno: 2

Universidad Católica: 2018, 2019
- Supercopa de Chile: 1

Universidad Católica: 2019